# Nationalversammlung (Panama)
Die Nationalversammlung der Republik Panama (spanisch Asamblea Nacional de la República de Panamá) ist das nationale Parlament von Panama und besteht seit 1903. Die erste offizielle Sitzung fand aber erst im Jahre 1906 statt. Die Nationalversammlung stellt die Legislativgewalt im Einkammersystem Panamas dar. Jeder registrierte Panamaer, der älter als 18 Jahre ist, ist wahlberechtigt.
In das Parlament werden 71 Abgeordnete für jeweils fünf Jahre gewählt. Von den 71 Abgeordneten werden 45 durch das Verhältniswahlrecht gewählt, die übrigen 26 durch das Mehrheitswahlrecht.
Die Parlamentswahlen finden jeweils zeitgleich mit den Präsidentschaftswahlen in Panama statt.
Das Parlamentsgebäude wird auch Palacio Justo Arosemena genannt.

## Parlamentspräsidenten seit 2009
- José Luis Varela Rodríguez, Panameñista Party (2009–2010)
- José Muñoz Molina, Cambio Democrático (2010–2011)
- Héctor Aparicio Díaz, Cambio Democrático (2011–2012)
- Sergio Gálvez, Cambio Democrático (2012–2014)
- Adolfo Valderrama, Panameñista Party (2014–2015)
- Rubén De León Sánchez, Partido Revolucionario Democrático (2015–2017)
- Yanibel Ábrego, Cambio Democrático (2017–2019)
- Marcos Castillero, Partido Revolucionario Democrático (seit 1. Juli 2019)

## Wahlergebnisse seit 2004
| Partei | Partei                   | Wahlen | Wahlen  | Wahlen | Wahlen  | Wahlen | Wahlen  | Wahlen | Wahlen  |
| Partei | Partei                   | 2019   | 2019    | 2014   | 2014    | 2009   | 2009    | 2004   | 2004    |
| Partei | Partei                   | Sitze  | %       | Sitze  | %       | Sitze  | %       | Sitze  | %       |
| ------ | ------------------------ | ------ | ------- | ------ | ------- | ------ | ------- | ------ | ------- |
|        | PRD                      | 35     | 29,99 % | 25     | 31,50 % | 26     | 35,70 % | 40     | 37,80 % |
|        | MOLIRENA                 | 5      | 5,11 %  | 2      | 7,20 %  | 2      | 4,70 %  | 3      | 8,60 %  |
|        | CD                       | 18     | 22,45 % | 30     | 33,70 % | 14     | 23,40 % | 2      | 7,40 %  |
|        | PP                       | 8      | 17,30 % | 12     | 20,20 % | 22     | 22,20 % | 17     | 19,20 % |
|        | Partido Popular          | –      | 3,60 %  | 1      | 3,30 %  | 1      | 3,70 %  | 2      | 6,0 %   |
|        | Unión Patriótica         | –      | –       | –      | –       | 4      | 5,70 %  | –      | –       |
|        | Partido Solidaridad      | –      | –       | –      | –       | –      | –       | 8      | 15,70 % |
|        | Partido Liberal Nacional | –      | –       | –      | –       | –      | –       | 1      | 5,20 %  |
|        | Unabh.                   | 5      | 17,88 % | 1      | 3,10 %  | 2      | 2,40 %  | –      | –       |
|        | Andere                   | 3,68 % | –       | 1,00 % | –       | 2,20 % | –       | –      | –       |